# 沃坎鎮區 (明尼蘇達州諾曼縣)
沃坎鎮區（英語：Waukon Township）是位於美國明尼蘇達州諾曼縣的一個行政鎮區。

## 歷史
沃坎鎮區於1880年成立，得名自「精神」或「神聖」的達科他語。\

## 地方資料
沃坎鎮區的面積為93.67平方千米，當中陸地面積為93.64平方千米，而水域面積為0.03平方千米。根據2020年美國人口普查的數據，當地共有人口91人，而人口密度為每平方千米0.97人。